# راکو
راکو (انگلیسی: Roku, Inc.) شرکت الکترونیک آمریکایی است، که در سال ۲۰۰۲ توسط آنتونی وود تأسیس شد.